# Olav Aukrust
Olav Aukrust, född 21 januari 1883 på Nordgard Aukrust i Lom, Oppland, död där 3 november 1929, var en norsk folkhögskoleman och författare, farbror till Tor Aukrust (1921–2007),  Odd Aukrust (1915–2008) och Kjell Aukrust (1920–2002).
Han ansågs på sin tid näst efter Arne Garborg som den främste norske landsmålslyrikern. Han framträdde endast med två stora och egenartade diktsamlingar: Himmelvarden (1916) och Hamar i hellom (1925), vars högspänt ideella visionärt subjektiva och suggestiva tankedikt kommit flera att jämföra honom med Henrik Wergeland.